# Eden Games
Pour les articles homonymes, voir Eden Studios, Inc..
Ne pas confondre avec Eden Studios, Inc., l’éditeur de jeux de rôle américain, fondé en 1997.
Eden Games (connu sous le nom Eden Studios jusqu'en 2003) est un studio de développement de jeux vidéo français fondé en 1997. L'entreprise est surtout connue pour ses jeux de course V-Rally et Test Drive Unlimited. En mai 2002, le studio est vendu à Infogrames Group.

## Historique

### Fondation, premiers succès et rachat
Eden Studios est fondé en 1998 au sein d'Infogrames pour travailler sur un projet de jeu de course de rallye : V-Rally. Les créateurs étant fans de Sega Rally souhaitaient créer leur propre jeu de rallye. V-Rally est le premier jeu du genre à sortir sur PlayStation et rencontre un succès critique et commercial.
Ce succès leur permet d'enchaîner successivement sur les productions de V-Rally 2, Need for Speed: Porsche 2000 et V-Rally 3.
Le studio est acheté par Infogrames Entertainment en 2002.

### Échecs et liquidation judiciaire
Avec l'achat d'Hasbro Interactive, le 7 mai 2003, Infogrames reprend le nom d'Atari et continue l'aventure avec Eden Games pour sortir Kya: Dark Lineage sur la PlayStation 2.
En 2008 sort le reboot Alone in the Dark qui reçoit des critiques très moyennes de la presse spécialisée.
En mai 2011, le studio fait face à une importante vague de licenciements décidée par Atari. L’éditeur annonce abandonner Eden Games en mai 2012 durant ses résultats pour l'exercice 2011-2012. Les employés déclenchent alors une grève, chose très rare dans l'industrie française du jeu vidéo à cette époque. Elle leur permet d'obtenir de meilleures indemnités de départ.
Le 29 janvier 2013, Eden Games est placé en liquidation judiciaire par le tribunal de commerce de Lyon.

### Renaissance en 2013
Toutefois, le 31 juillet 2013, une annonce sur le site officiel d'Eden Games indique un possible retour de la société.
Le 31 octobre 2013, une société est de nouveau créée, avec le même nom, ce qui est exceptionnel, sous l'impulsion d'anciens employés et le financement des fonds ID Invest et Monster Capital.

### Rachat par Millennial Esports en 2017
En 2017, l'entreprise canadienne Millennial Esports acquiert 82.5% des parts de Eden Games. Le monant de l'investissement a atteint 9 million d'euros.

### Rachat par Animoca Brands en 2022
En avril 2022, Eden Games est racheté par le groupe hongkongais Animoca Brands, spécialisé dans le jeu vidéo Web3,. Selon Animoca Brands, l'équipe Eden Games sera intégrée à leur entreprise et travaillera sur des jeux de course basés sur la blockchain et contribuera aux titres existants d'Animoca construits autour de son jeton cryptographique REVV.

## Jeux développés
- 1997 : V-Rally (PlayStation 1, PC, Game Boy)
- 1999 : V-Rally 2 (PlayStation 1, Dreamcast, PC)
- 2000 : Need for Speed: Porsche 2000 (PlayStation 1, PC )
- 2002 : V-Rally 3 (Xbox, PlayStation 2, GameCube, PC, Game Boy Advance)
- 2003 : Kya: Dark Lineage (PlayStation 2)
- 2004 : Titeuf : Mega Compet' (PlayStation 2, PC, Game Boy Advance)
- 2006 : Test Drive Unlimited (PlayStation 2, Xbox 360, PC, PSP)
- 2008 : Alone in the Dark (Xbox 360, PlayStation 3, PC, Wii, Playstation 2)
- 2011 : Test Drive Unlimited 2 (Xbox 360, PlayStation 3, PC)
- 2015 : GT Spirit (Apple TV)
- 2016 : Gear.Club (Iphone, Ipad, Android)
- 2017 : Gear.Club Unlimited (Nintendo Switch)
- 2018 : Gear.Club Unlimited 2 (Nintendo Switch)
- 2018 : F1 Mobile Racing (iOS, Android)
- 2019 : Gear.Club Unlimited 2: Porsche Edition (Nintendo Switch)
- 2020 : Gear.Club Unlimited 2: Tracks Edition (Nintendo Switch)
- 2021 : Gear.Club Unlimited 2: Definitive Edition (Nintendo Switch)
- 2021 : Gear.Club Unlimited 2: Ultimate Edition (PlayStation 4, Xbox One, PlayStation 5, Xbox Series X/S, Steam)
- 2022 : Gear.Club Stradale (Apple Arcade)
- 2022 : Schtroumpfs Kart (Nintendo Switch)